# Simmetria speculare
In teoria delle stringhe, la simmetria speculare, o simmetria a specchio è una simmetria che può sussistere tra due varietà di Calabi-Yau geometricamente diverse, ma che possono essere considerate equivalenti in dimensioni extra per quanto riguarda le proprietà di una stringa.
Il concetto è utile anche per descrivere alcuni aspetti della teoria quantistica dei campi.
La simmetria speculare fu scoperta nell'ambito della fisica. I matematici cominciarono a studiarla intorno al 1990 nell'ambito della geometria algebrica, quando Philip Candelas e altri dimostrarono che può essere usata per trovare il numero di curve razionali in una varietà di Calabi-Yau, risolvendo così un problema di lunga data.
Inizialmente le idee che stavano alla base di questo concetto non erano ben definite matematicamente, ma in seguito ne furono date dimostrazioni rigorose. Sono state proposte due teorie principali:
- la Simmetria speculare omologica di Maxim Kontsevich, basata sull'omologia
- la Congettura SYZ, di Andrew Strominger, Shing-Tung Yau e Eric Zaslow.

Importanti contributi alla teoria della simmetria speculare sono stati dati, tra gli altri, da Brian Greene e Edward Witten.